# Papua (Völkergruppe)

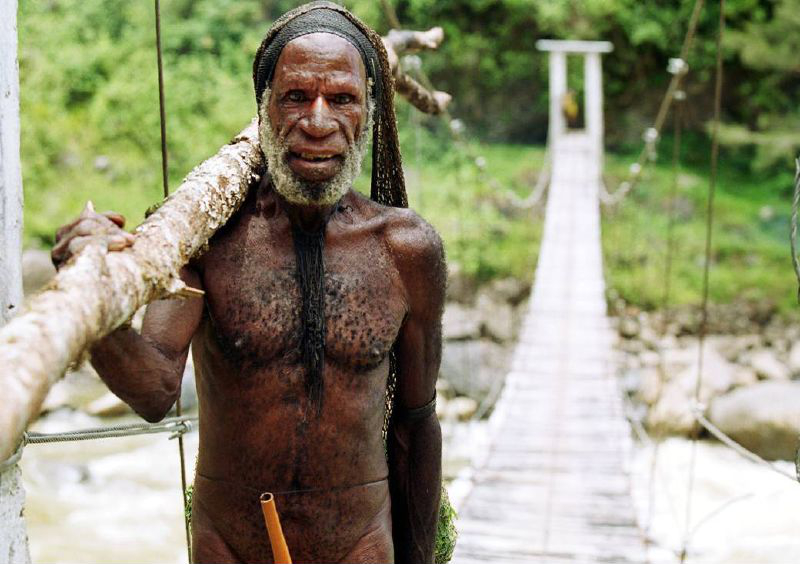
Mann vom Volk der Yali im Baliem-Tal, Westneuguinea

Als Papua werden die indigenen Einwohner Neuguineas und der umliegenden Inseln bezeichnet. Die Bevölkerung ist linguistisch betrachtet sehr heterogen. Obwohl sie nur 0,1 % der Weltbevölkerung ausmacht, umfassen die Papuasprachen Schätzungen zufolge etwa 15 % der gesamten Sprachen der Welt.

## Wortgeschichte
Die erste bekannte Verwendung des Wortes Papua geht auf das frühe 16. Jahrhundert zurück. Als der Seefahrer António de Abreu 1511 die Molukken erreichte, wurde er vom Kartografen Francisco Rodrigues begleitet. Dieser verzeichnete in einer auf das Jahr 1513 datierten Karte im Osten des Malaiischen Archipels eine Jlha do Papoia, deren Benennung zwingend auf javanische oder malaiische Informanten oder Karten zurückgehen musste. Im selben Jahr vermerkte auch Tomé Pires eine Insel namens Papua. 1527 berichtete Martín de Uriarte, ein Teilnehmer der Expedition von García Jofre de Loaísa, von acht islas de las Papuas. Bereits bald nach den ersten Nennungen setzte die Entwicklung ein, mit der das Wort Papua sowohl auf geographische Objekte (zunächst Inseln im Norden und Westen Neuguineas, erst später Neuguinea selbst) als auch auf deren Bewohner referieren konnte.
Zur Etymologie des Worts Papua besteht eine ganze Reihe diverser Theorien. Die weiteste Verbreitung fand eine Herleitung aus dem malaiischen papua bzw. puah-puah, das so viel wie „kraushaarig“ (nach manchen Angaben aber auch „schwarz“) heißen und somit auf das Erscheinungsbild der indigenen Bevölkerung verweisen soll. Die genannten Bedeutungen von papua tauchen allerdings erst im 19. Jahrhundert in Wörterbüchern auf und sind im heutigen Malaiischen ungebräuchlich. Zudem wurde das Wort offenbar auch niemals für die ebenfalls kraushaarigen und dunkelhäutigen Bewohner Timors verwendet. Eine andere Theorie nimmt auf die Bezeichnung sup i papwa (etwa „Land unter dem Sonnenuntergang“) Bezug, mit dem die Einwohner der Schouten-Inseln gelegentlich das westlich gelegene Raja Ampat bezeichneten. Diese Herleitung würde auch die bereits bei den ersten Nennungen beobachtbare geographische Flexibilität des Namens Papua erklären.

## Westneuguinea
In Westneuguinea, auch Westpapua genannt, wird gelegentlich die Unterscheidung in im Tiefland und im Hochland lebende Gruppen getroffen. Beide Gruppen zerfallen jeweils in eine Vielzahl kleiner und kleinster Ethnien mit einst sehr unterschiedlichen Sprachen und Kulturen. Es wird angenommen, dass es circa 312 unterschiedliche indigene Gruppen gibt, viele von ihnen waren bis in die 1970er Jahre noch unkontaktiert. Eine gemeinsame Identität der Indigenen Westneuguineas bildet sich erst heute langsam heraus. In Westneuguinea hat die bisweilen repressive indonesische Herrschaft und die Einwanderung von Indonesiern (Transmigrasi-Politik) dazu beigetragen, dass sich die Papua als Einheit im Gegensatz zu anderen Bewohnern Indonesiens betrachten.

## Papua-Neuguinea
Die Urwaldgebiete Papua-Neuguineas gehören heute zu den letzten Regionen der Welt, in denen die indigenen Völker noch weitgehend unbeeinflusst von den Auswirkungen moderner Zivilisation leben. So existieren noch Völker der Papua, die ihre traditionelle Lebensform bis ins 21. Jahrhundert bewahrt haben.